# 速度三角形
速度三角形（そくどさんかくけい）とは、ターボ機械の分野において、羽根車の増圧作用および増速作用の発生メカニズムを説明するために、作動流体の速度の関係を三角形で図示したものである。

## 構成
速度三角形はターボ機械の入口および出口それぞれにおいて、流体の接線速度、絶対速度および相対速度それぞれの速度ベクトルで描かれる。
- U1、U2 ：入口および出口における流体の接線速度ベクトル（羽根車の半径と角速度の積）
- V1、V2 ：入口および出口における流体の絶対速度ベクトル（静止座標系から見た速度）
- W1、W2 ：入口および出口における羽根車から見た流体の相対速度ベクトル

これらの速度ベクトルには以下の関係があり、これは三角形で図示することができる：
{\displaystyle U_{i}+W_{i}=V_{i}\quad (i=1,2)}

## 理論揚程
理論全揚程Hth は上記の速度ベクトルを用いて次式で表される：
{\displaystyle H_{\mathrm {th} }={\frac {U_{2}^{2}-U_{1}^{2}}{2g}}+{\frac {V_{2}^{2}-V_{1}^{2}}{2g}}-{\frac {W_{2}^{2}-W_{1}^{2}}{2g}}}
右辺第2項は出入口における流体の動圧差を表しているから、この部分を除けば（出入口の速度が同じ場合を考えれば）出入口の理論静圧差は次式となる。（非圧縮性流れの場合）
{\displaystyle p_{2}-p_{1}={\frac {\rho }{2}}\left(U_{2}^{2}-U_{1}^{2}\right)-{\frac {\rho }{2}}\left(W_{2}^{2}-W_{1}^{2}\right)}
すなわち、流体機械による圧力上昇は、周速度U で回転する流体の運動エネルギーの増加（回転系でいえば遠心力の径方向の増加）と、相対速度W が羽根車のディフューザ形状で減速することに伴う運動エネルギーの減少によって起きていることが分かる。
遠心羽根車では遠心力作用が支配的であり、軸流羽根車ではディフューザ作用が支配的である。

## 回転流路のベルヌーイの式
ターボ機械の出入口の状態に対して成り立つ次の式を回転流路のベルヌーイの式と言う（非圧縮性流れの場合）
{\displaystyle p_{1}+{\frac {\rho }{2}}W_{1}^{2}-{\frac {\rho }{2}}U_{1}^{2}=p_{2}+{\frac {\rho }{2}}W_{2}^{2}-{\frac {\rho }{2}}U_{2}^{2}}